# Sebők Zsolt
Sebők Zsolt (Győr, 1979. április 3. –) magyar labdarúgó, kapus. Legnagyobb sikere az, hogy bajnok lett a Fehérvárral.

## Pályafutása
A Győrből Székesfehérvárra igazolt, és a fehérvári csapat meghatározó egyéniségévé vált. A 2006-os Magyar Kupa-győzelem tizenegyespárbájában nagy szerepe volt.[forrás?]
A 2009/2010-es idény végén végzetes hibákat követett el döntő mérkőzéseken, ami nagyban közrejátszott abban, hogy a Videoton FC csak ezüstérmet szerzett a Soproni Ligában.[forrás?] Ezért 2010 júniusában montenegrói válogatott kapust igazolt a Videoton Mladen Bozovic személyében.[forrás?]

## Sikerei, díjai
Videoton FC
- Magyar kupa
  - győztes: 2006
- Magyar bajnokság
  - bajnok: 2010–11
  - 2.: 2009–10

Gyirmót FC
- Másodosztályú bajnok: 2015-16

## Külső hivatkozások
- Profil az NSO  honlapján (magyarul)
- Hlsz.hu profil (magyarul)
- Interjú Sebők Zsolttal, a Fehérvár kapusával- www.keepersport.hu. (Hozzáférés: 2010. május 22.)[halott link]